# Psyroides ramphodes
Psyroides ramphodes är en fjärilsart som beskrevs av Eugen Wehrli 1954. Psyroides ramphodes ingår i släktet Psyroides och familjen mätare. Inga underarter finns listade.